# COVID-19 в Болгарии
Коронавирусная болезнь 2019 года в Болгарии — эпидемия, которая начала распространяться в стране с первого случая, зафиксированного 8 марта 2020 года. 13 марта правительство объявило в стране чрезвычайное положение. Это часть всемирной пандемии коронавирусной болезни 2019 года (COVID-19), вызванной вирусом SARS-CoV-2.
По состоянию на 17 января 2023 года в Болгарии зарегистрировано 1 294 318 подтверждённых случаев заражения. Количество смертельных случаев составляет 38 146 человек.
13 марта 2020  правительство объявило чрезвычайное положение по всей стране сроком на один месяц, которое 3 апреля было продлено до 13 мая 2020 года. Чрезвычайная эпидемическая обстановка была объявлена с 14 мая и с тех пор неоднократно продлевалась. Правительством Болгарии было принято решение о продлении действия чрезвычайной эпидемической обстановки до 30 ноября 2021 года.

## Меры предосторожности
25 февраля был создан Национальный кризисный штаб. Когда подтверждён первый случай заражения COVID-19 в Болгарии, школы уже были закрыты к 11 марта из-за эпидемии гриппа B. Массовое увеличение числа случаев заболевания гриппом B приостанавливает плановые медицинские осмотры; правительством рекомендовано приостановить лекции в университетах.
После объявления о подтверждённых случаях коронавируса болгарское правительство немедленно запрещает экспорт защитного снаряжения и размещает заказы на маски и защитные костюмы от местных производителей. Кроме того, 30 000 масок и 50 000 защитных костюмов будут отправлены из Турции. Ежемесячно требуется около 111 000 костюмов и масок, и правительство планирует распространять их среди работников здравоохранения, сотрудников правоохранительных органов, пограничников. Городской муниципалитет увеличивает дезинфекцию до четырёх раз в день в общественных учреждениях, а также в городском транспорте. Персонал во всех больницах проверяется на заболевание.
С 12 апреля по 13 мая 2020 года по приказу министра здравоохранения в общественных местах было введено обязательное ношение защитной маски для лица или других средств, закрывающих нос и рот (ткань, шарф и т. д.) 1 мая мера была смягчена, и ношение защитной маски на открытом воздухе не было обязательным с учётом социальной дистанции.
Болгарская биотехнологическая компания Mikar21, которая в течение последних четырёх лет разрабатывала обычную коронавирусную вакцину, объявляет о начале клинических испытаний вакцины SARS-CoV-2 в середине 2020 года на основе этого исследования.

## Хронология

### 2020 год

#### Март
8 марта 2020 года Болгария подтвердила свои первые два случая: 27-летний мужчина из Плевена и 75-летняя женщина из Габрово. Ни один из них не сообщил, что совершал поездки в районы с известными случаями коронавируса. Мужчина оказался положительным на вирус после того, как был госпитализирован для респираторной инфекции, и власти объявили о планах проверить несколько человек, которые были в контакте с этими двумя людьми. Два других образца в Плевене и Габрово были признаны положительными 8 марта. Нулевой пациент остаётся неизвестным.
В тот же день больница в Габрово запросила дополнительный персонал из других больниц страны, поскольку в ней было всего три специалиста по инфекционным заболеваниям. Все его специалисты по внутренним болезням были помещены в карантин после того, как было подтверждено, что один из четырёх первоначальных случаев был заражением медсестры в больнице. Правительство издало общенациональный запрет на проведение закрытых публичных мероприятий. Происхождение вспышки остаётся неизвестным, и Министерство внутренних дел отслеживает всех лиц, которые были в контакте с пациентами. По состоянию на 8 марта 254 подозреваемых случая находились на карантине по всей стране.
Два дополнительных случая были подтверждены в Софии 10 марта 2020 года: 74-летний мужчина и его 66-летняя жена. Оба прибыли из Лома за две недели до поступления. Женщина умерла на следующий день, став первой жертвой COVID-19 в стране.
Больница Святого Георгия в Пловдиве 11 марта сообщила о подозрении на 33-летнего мужчину. В тот же день 40-летняя женщина в Варне показала симптомы COVID-19 на компьютерной томографии, хотя региональные органы здравоохранения ещё не подтвердили этот случай.
14 марта были зарегистрированы вторая смерть и третий случай в Плевене. Второй жертвой вируса стал 74-летний муж первой жертвы. Поздно вечером 31 марта член парламента получил положительный результат на вирус. Все депутаты были срочно проверены на следующий день. Если некоторые из них также окажутся положительными, заседания парламента будут отложены. Изучаются варианты продолжения депутатами своей законодательной работы (включая голосование) в режиме онлайн из дома в изоляции.
Количество подтверждённых случаев в Болгарии выросло до 51 на 15 марта. В Военно-медицинской академии было проведено 83 теста, из которых шесть были положительными, а 51 — в Национальной референс-лаборатории, два из которых были положительными. В Варне один тест из 12 образцов оказался положительным.
К 18 марта общее число дел увеличилось до 94, при этом новые случаи стали появляться в Смоляне, Велико-Тырново и Пернике среди недавно прибывших из-за пределов страны. Накануне Банско стал первым городом в стране, который был помещён в карантин.
19 марта число случаев заболевания возросло до 105, и 80-летняя женщина, недавно перенесшая инсульт, скончалась от COVID-19 в тот же день, что сделало её третьей жертвой заболевания в Болгарии. В другом месте 78-летний болгарский гражданин умер от COVID-19 во время посещения семьи в Питтсбурге, штат Пенсильвания. Женщина, дирижёр хора в Софии, была без страховки и отказалась обращаться за медицинской помощью.
Количество случаев увеличилось до 142 к полудню 21 марта, и три пациента выздоровели. Два города, Добрич и Шумен, подтвердили свои первые случаи заболевания, последние связаны с кластером Банско. Есть 84 пациента мужского пола и 58 женщин, младшему из которых 4 года, а самому старшему 81 год. Было проведено более 5000 тестов, и дополнительные 10 000 тестов будут доступны в короткие сроки.
24 марта количество случаев возросло до 218, и первый случай в провинции Стара Загора был подтверждён. Мужчина из города Казанлык был госпитализирован в инфекционное отделение больницы в г. Стара-Загора. Считается, что ему 60 лет, и он вернулся из Франции 14 марта.
Количество случаев увеличилось до 242 к концу дня 25 марта, и город Сливен сообщил о своём первом подтверждённом случае. В Софии было зарегистрировано 16 новых случаев, не связанных между собой, причём некоторые из них были медицинскими работниками из местной больницы. Два новых случая были подтверждены в Благоевграде, два в Пловдиве и один в Плевене. Двое из пациентов, которые находились в критическом состоянии, были стабилизированы, но остаются «в стабильном, но тяжёлом состоянии». Один полностью восстановился, в результате чего общее количество выздоровлений достигло 5.
26 марта всего было зарегистрировано 22 новых случая, в результате чего общее число таких случаев достигло 264. Впервые коронавирус был зарегистрирован в Кырджали и Хасково. 15 из вновь подтверждённых случаев были в Софии, 2 в Смоляне, один в Плевене, один в Велико Тырново и один в Варне. Два человека были доставлены в больницу в критическом состоянии, в то время как три новых пациента выздоровели, в результате чего число выздоровевших достигло восьми. Было подтверждено, что три солдата были инфицированы — двое были размещены в Косово и были немедленно доставлены в Софию, а другой заключил контракт на лечение вируса в Румынии, где он был госпитализирован.
27 марта было зарегистрировано 29 новых случаев, общее число которых достигло 293. Из них 17 были в Софии, 5 в Пловдиве, 3 в Бургасе и по одному в Варне, Кюстендиле, Сливене и Пазарджике. По меньшей мере 93 человека остались госпитализированными, причём 53 в одной только Софии.
28 марта общее количество случаев достигло 331, что на 38 больше, чем в предыдущий день. Новые случаи включали 19 случаев в Софии, 5 в Благоевграде, 4 в Бургасе, 3 в Варне, 2 в Кырджали, Пловдиве и Шумене и 1 в Смоляне. Сообщалось также о четырёх новых смертельных случаях, два из которых произошли в Благоевграде и по одному в Кюстендиле и Софии. Пациентам в Благоевграде, матери и её дочери, первоначально было отказано в госпитализации, несмотря на видимые симптомы, и они должны были запросить обследование в частной лаборатории, к тому времени, когда результаты оказались положительными, состояние пациентов значительно ухудшилось. В конце концов, они были приняты и отправлены в реанимацию, но обе вскоре умерли.
29 марта всего было зарегистрировано 15 новых случаев: 8 в Софии, 3 в Пловдиве и по одному в Кырджали, Сливене, Смоляне и Варне. Было также объявлено о трёх новых выздоровлениях, в то время как число смертей возросло до 8 после того, как 51-летняя женщина умерла в больнице Благоевграда, спустя один день после того, как её мать скончалась от вируса. Министерство здравоохранения объявило, что 125 из 324 активных случаев остаются госпитализированными, причём 13 из них находятся в тяжёлом состоянии. Общее количество проведённых испытаний превысило 7 000, из них 276 — только 29 марта.
30 марта было сообщено о тринадцати новых случаях: семь в Софии и по одному в Благоевграде, Кырджали, Монтане, Плевене, Пловдиве и Сливене, в целом уже 359 случаев. 113 пациентов остались в больнице, 13 в тяжёлом состоянии. Около 56% всех инфицированных до сих пор были мужчины против 44% женщин со средним возрастом 45 лет. Общее число выздоровлений выросло до 17.
31 марта общее количество подтверждённых инфекций увеличилось на 40 до 399, и первые два случая были зарегистрированы в Силистренской области. 20 новых случаев были зарегистрированы в Софии, по четыре в Бургасе и Кюстендиле, по три в Пловдиве и Варне, по два в Силистре и по одному в Кырджали, Пернике, Шумене и Стара-Загоре. Число госпитализированных пациентов увеличилось до 146, причём 14 находятся в тяжёлом состоянии, в то время как было объявлено, что 20 медицинских работников заразились этой болезнью. Никаких новых смертей или выздоровлений не было объявлено. Из 399 подтверждённых случаев чуть менее 57% (227) были мужчинами, а 43% (172) — женщинами.

#### Апрель
1 апреля Русенская область сообщила о своём первом случае в рамках 23 новых случаев заражения по всей стране, в результате чего общее число таких случаев достигло 422. В дополнение к Русе было зарегистрировано 10 новых случаев в Софии, по два в Благоевграде, Бургасе, Добриче и Пловдиве и один каждый в Хасково, Кырджали, Сливене и Стара-Загора. Были зарегистрированы две смерти — 57-летний мужчина в Кюстендиле и 40-летний мужчина в Софии. Хасан Адемов из Движения за права и свободы стал первым болгарским депутатом парламента, который заразился вирусом, объявив 2 апреля о массовом тестировании, которое охватит правительственный персонал и всех 240 депутатов.
2 апреля общее число инфекций увеличилось на 35 до 457, причём первый случай был зарегистрирован в Видинской области. Новые случаи включали 20 в Софии, четыре в Смоляне, три в Варне, два в Добриче и по одному в Благоевграде, Монтане, Пазарджике, Пловдиве, Велико Тырново и Видине. О новых случаях смерти не сообщалось, в то время как число выздоровлений достигло 25. В настоящее время 179 пациентов были госпитализированы, из них 18 — в отделении интенсивной терапии. Ещё два депутата были среди новых случаев, оба от правящей партии ГЕРБ, в том числе их спикер парламентской группы Даниэла Дариткова.
3 апреля Национальное собрание одобрило предложение правительства продлить чрезвычайное положение на один месяц до 13 мая. Количество подтверждённых случаев достигло 487, после того как было зарегистрировано 28 новых случаев инфекции — 18 в Софии, по две в Пловдиве и Смоляне, и по одной в Благоевграде, Бургасе, Кырджали, Кюстендиле, Велико Тырново и Видине. Также было объявлено о четырёх смертельных случаях, один из которых произошёл поздно вечером в Стара-Загора. Пациенты мужского пола по-прежнему составляли чуть менее 57% всех случаев (по сравнению с 43% женщин) со средним возрастом 47 лет.
5 апреля Министерство здравоохранения объявило, что общее количество тестов COVID-19 достигло 15 899, причём 8 лабораторий проводят процедуру по всей стране.
14 апреля Деревня Паничерово в провинции Стара-Загора была помещена под карантин после того, как человек с положительным диагнозом COVID-19 сбежал из больницы, где проходил лечение, и вернулся в деревню.
15 апреля Министерство внутренних дел создало контрольно-пропускные пункты, ограничивающие передвижение в и из преимущественно населённых цыганами районов Софии Филипповцы и Факультета. Район был классифицирован как кластеры COVID-19 Национальным центром управления кризисами.
16 апреля на совместной экстренной пресс-конференции, состоявшейся поздней ночью с участием министра внутренних дел, министра здравоохранения и председателя Национального центра управления кризисными ситуациями, было объявлено, что въезд и выезд из Софии будет строго ограничен до дальнейшего уведомления после увеличения трафика из города перед пасхальными праздниками. После многочисленных импортированных случаев из Британии (например, британский 78-летний мужчина, чья сестра была заражена коронавирусом и болгарский репатриант из Варны), Управление гражданской авиации запретило все рейсы между Великобританией и Болгарией. Указ ссылается на резкое увеличение случаев COVID-19 в этой стране за последние недели, превышающее уровень в других заинтересованных странах. За три дня до введения меры губернатор Варненской области выразил опасения по поводу полетов между Варной и Лондоном.
20 апреля Министерство здравоохранения объявило о возобновлении плановых операций и госпитализаций, иммунизации, ухода за детьми и дородовым уходом. Они будут проводиться по строгому графику во вторник и четверг каждой недели.
21 апреля часовые ограничения на въезд и выезд из Софии были сняты.
27 апреля, через 11 дней, запрет на пассажирские авиаперевозки между Болгарией и Великобританией был отменён.

#### Май
1 мая обязательное ношение масок в открытых общественных местах было отменено новым указом министра здравоохранения. Национальные парки за пределами муниципальных границ, закрытые для общественности 20 марта, были вновь открыты, и местным властям было поручено обеспечить организацию посетителей.
Первый случай в Разградской области был подтверждён 2 мая. Это означает, что в 27 из 28 областей были подтверждены случаи заболевания COVID-19. В этот день также была зафиксирована первая смерть медика. 43-летняя женщина-врач из Сливена умерла от этой болезни. Работала в отделе инфекционных заболеваний города Сливена.
6 мая были сняты контрольно-пропускные пункты за пределами провинциальных центров и сняты ограничения, ограничивающие поездки между городами.
9 мая Тырговиштская область, последняя болгарская область, где ещё не было зарегистрировано ни одного случая, подтвердила свой первый случай заболевания COVID-19.
По состоянию на 14 мая в 00:00 чрезвычайное положение в стране было отменено, и вместо него было объявлено чрезвычайное положение с эпидемией. После 2-месячного запрета трансплантация органов снова разрешается. Парки открыты для использования всеми. Большинство противоэпидемических мер всё ещё действуют. 14-дневный карантин для всех, кто въезжает в страну, остаётся. Школы и детские сады остаются закрытыми, а также торговые центры и рестораны в помещении.

#### Август
1 августа было объявлено, что болгарская теннисистка Виктория Томова получила положительный результат на COVID-19 на месте турнира в Палермо, Италия, который стал первым официальным профессиональным теннисным турниром после начала пандемии.
23 августа министр молодёжи и спорта Болгарии Красен Кралев получил положительный результат при тесте на коронавирус.

#### Ноябрь
28 ноября 2020 года Болгария ввела второй карантин, который был охарактеризован как «частичный» из-за того, что он был менее строгим, чем первый, и предполагалось, что он будет действовать до Рождества. Это решение было сочтено многими экспертами давно назревшим из-за огромной нагрузки на систему здравоохранения страны, в результате чего многие люди не могли получить доступ к адекватной медицинской помощи, и премьер-министр подвергся резкой критике со стороны других политиков.

#### Декабрь
18 декабря 2020 года правительство подтвердило, что карантин будет продлён до 31 января 2021 года.

### 2021 год
С 22 марта по 31 марта 2021 года страна находилась в очередном карантине, третьем с начала пандемии.
Во второй половине мая еженедельный показатель положительных результатов упал до уровня ниже 4%, при этом число людей с положительным результатом теста было самым низким с начала октября 2020 года.
В июне 2021 года секвенирование генома подтвердило наличие вариантов вируса бета и дельта в Болгарии.
Ко второй половине июля 2021 года дельта стала доминирующим вариантом (обнаружен более чем в 50% образцов геномного секвенирования), начав вытеснять альфу.
К середине августа почти 99% образцов дали положительный результат на дельту.
В связи с ухудшением эпидемиологической ситуации с 21 октября в качестве требования для проведения многих массовых мероприятий был введён «зелёный сертификат», который можно было получить, предъявив справку о вакцинации, выздоровлении от инфекции или отрицательном тесте на COVID-19. Это также рассматривалось как способ избежать очередного локдауна.
Наличие подварианта Delta Plus было подтверждено в ноябре 2021 года.

#### Декабрь 2021 года
22 декабря 2021 года частные лаборатории Cibalab сообщили, что вариант Омикрон был обнаружен в шести образцах вируса. Ива Христова, глава Центра инфекционных и паразитарных заболеваний, настаивает на том, что присутствие Омикрона необходимо будет подтвердить с помощью геномного секвенирования, для которого частные лаборатории не обладают технологиями, а точные результаты, как ожидается, станут доступны после нового года. Математик Огнян Кунчев заявил, что процесс секвенирования в Болгарии занимает около 10 дней и его необходимо ускорить, а также охватить больше образцов. 29 декабря 2021 года вирусолог Радка Аргирова, которая является советником премьер-министра Кирила Петкова, заявила, что есть убедительные признаки того, что Омикрон уже находится в Болгарии, сославшись на ряд подозрительных случаев, все среди людей, которые выезжали за границу.

### 2022 год

#### Январь 2022 года

##### Рост числа случаев
12 января 2022 года было зарегистрировано 7062 новых случая, это самый высокий показатель с начала пандемии, что превышает предыдущий рекорд в 6816 ежедневных положительных тестов, зарегистрированный 27 октября 2021 года. После того, как органы здравоохранения сообщили о 9996 положительных тестах 18 января 2022 года, на следующий день число зарегистрированных ежедневных случаев впервые превысило 10 000, при этом за предыдущие 24 часа было зарегистрировано 11 181 новое заражение. 26 января 2022 года Министерство здравоохранения сообщило о новом рекордном уровне в 12 399 официальных случаев.

##### Реинфекции и коинфекции
По состоянию на 14 января 2022 года в Болгарии официально зарегистрировано 4692 случая повторного заражения. Согласно научной статье, анализирующей период с марта 2020 года по декабрь 2021 года, был зарегистрирован 31 случай заражения человека трижды и один случай заражения COVID-19 в четвёртый раз. В конце января 2022 года был подтвержден первый случай коинфекции COVID-19 и гриппа А (штамм H3N2).

##### Правила в отношении людей с положительным результатом на COVID-19
С 11 января 2022 года срок обязательной изоляции для людей с положительным тестом на COVID-19 сокращён с 14 до 10 дней.

#### Февраль 2022 года
4 февраля 2022 года органы здравоохранения подтвердили наличие подварианта BA.2 омикрон, который был обнаружен в 7 образцах из Софии, Бургаса и Тырговиште. Также была обнаружена сублиния BA.3. По оценкам, пятая волна вируса, начавшаяся без полного стихания четвёртой, достигла пика в конце января-начале февраля.

#### Апрель 2022 года
1 апреля 2022 года чрезвычайная эпидемиологическая ситуация в Болгарии была отменена Советом министров, что привело к отмене практически всех немедикаментозных вмешательств, таких как ограничение вместимости мест проведения мероприятий и обязательное использование масок, при этом по-прежнему рекомендуется носить защитные лицевые покрытия в закрытых помещениях и любых средах с высоким риском. Решение об отмене ограничений в целом расценивалось как соответствующее улучшению эпидемиологической ситуации в соответствии с тенденциями в других европейских странах, хотя некоторые эксперты охарактеризовали его как поспешное из-за низкого охвата вакцинацией населения и предупредили, что это может привести к ложному чувству спокойствия по поводу того, что пандемия закончилась. Высказывались также опасения по поводу сокращения тестирования на вирус. Представители бизнес-сектора раскритиковали объявление об окончании эпидемиологической ситуации как предлог для отказа правительства от финансовых компенсаций.

#### Май 2022 года
С 1 мая 2022 года были сняты связанные с пандемией требования в отношении въезда иностранных граждан, такие как подтверждение вакцинации.

#### Июнь 2022 года
29 июня 2022 года Министерство здравоохранения сообщило, что наличие подварианта BA.5 Омикрона было подтверждено после геномного секвенирования 88 образцов со всей страны, взятых в период с 5 мая по 3 июня. BA.2 был безусловно доминирующим подвариантом, на который приходилось более 75% случаев.

#### Июль 2022 года
В июле 2022 года подвариант BA.5 Omicron стал доминировать над остальными, будучи наиболее часто обнаруживаемым в образцах. Больше всего он распространился в столице Софии.
25 июля 2022 года маски для лица снова стали обязательными для всех граждан, пользующихся общественным транспортом в Софии.

#### Август 2022 года
С 4 августа 2022 года в столице произошло дальнейшее ужесточение мер эпидемиологического контроля: в большинстве помещений стали обязательными маски для лица, а также были введены другие требования, касающиеся социального дистанцирования, дезинфекции и ограничения вместимости. После назначения Асена Меджидиева исполняющим обязанности министра здравоохранения с 11 августа 2022 года меры, связанные с пандемией в Софии, особенно в отношении масок, были вновь ослаблены, и было предоставлено большое количество бесплатных экспресс-тестов на антитела. С 25 августа 2022 года требование ношения масок в общественном транспорте было снято. Покрытия для лица оставались обязательными в медицинских учреждениях.

#### Ноябрь 2022 года
В середине ноября 2022 года было подтверждено, что с 17 ноября все меры общественного здравоохранения, связанные с COVID-19, будут отменены.

### 2023 год
В январе 2023 года штамм XBB.1.5 был впервые обнаружен у человека из Софии.
По состоянию на 5 февраля 2023 года было введено 4 612 386 доз вакцины.

## Объявление чрезвычайного положения
3 марта в Болгарии после 16 подтверждённых случаев за один день Национальное собрание единогласно проголосовало (201 человек за, 0 против, 0 воздержались) и объявило чрезвычайное положение для всей страны до 13 апреля, которое позже было продлено до 13 мая. Школы, торговые центры, бары, дискотеки, торговые центры, кинотеатры, рестораны, спортивные залы закрываются. Другие торговые точки и предприятия без запрета также закрываются или переключаются на сокращение рабочего дня из-за снижения потребления. Кроме того, все прибывающие из Италии, Испании, Ирана, Южной Кореи и Китая подлежат обязательному 14-дневному карантину. 16 апреля рейсы из Великобритании были приостановлены.
В связи с продолжающимся ростом числа людей, инфицированных коронавирусом, было предложено продлить чрезвычайное положение с 1 апреля 2020 года до 13 мая 2020 года. 3 апреля 2020 года предложение правительства было принято Национальным собранием на внеочередном заседании (122 голоса за) 47 против и 7 воздержавшихся).

### Закрытие города Банско
17 марта по рекомендации Оперативного штаба по борьбе с распространением коронавируса и по приказу министра здравоохранения город Банско был помещён на карантин на 14 дней. 31 марта правительство сняло блокаду с Банско.

### Запреты на парки и пляжи
После голосования в Национальном Собрании 20 марта в 00:00 того же дня вступает в силу запрет на посещение парков, детских площадок и спортивных сооружений в помещении и на открытом воздухе. Запрещено покидать региональные центры в стране без уважительной причины, связанной с работой, состоянием здоровья или регистрацией по постоянному или текущему адресу. Запреты на парки и пляжи. В Варне доступ к пляжу запрещён.

### Закрытие районов "Факультета" и "Филипповцы"
С 00:00 15 апреля 2020 года было объявлено, что частично ограничительные меры будут введены на территории столичных районов "Факультета" и "Филипповцы", сообщила мэр Софии Йорданка Фандакова на специальном брифинге. Основной причиной является зарегистрированное увеличение числа случаев заражения COVID-19 и установленных вспышек инфекции с большим количеством контактов. Приказ об ограничительных мерах издается директором Софийской инспекции здравоохранения Пенчевым по предложению оперативного штаба Софии.
Ограничения действуют для всех, кроме тех, кто идёт на работу с официальной запиской от работодателя и о необходимости медицинской помощи. Передвижение по территории двух районов также ограничено, за исключением посещения личного доктора и покупки еды и лекарств. Семейные торжества с собраниями родственников также запрещены.

### Закрытие города Софии на день Пасхи
В Великую пятницу (17 апреля 2020 года) приказом министра здравоохранения Кирилла Ананиева был введён строгий режим въезда и выезда из столицы Софии. Об этом было объявлено на внеочередном брифинге в Совете министров в 11 часов вечера 16 апреля. Решение было введено по предложению главы Национального оперативного штаба против коронавируса Венцислава Мутафчийского. Блокада не распространяется на лёгкие коммерческие транспортные средства и грузовые транспортные средства, которые перевозят лекарства и продукты питания, транспортные средства специального назначения и т. д. 21 апреля строгие меры были ослаблены, и меры, которые применяются ко всем областным городам, остаются для въезда и выезда из Софии.

## Критика
Георгий Тодоров, болгарский врач, имеющий опыт лечения вирусных вспышек в Гане, раскритиковал действия по борьбе с угрозой COVID-19. Тодоров заявил, что управление здравоохранения Болгарии настолько изобилует кумовством, что не может предпринять какие-либо внятные меры; в результате специалисты по инфекционным заболеваниям не учитывались при формулировании политики реагирования, и не были определены конкретные места для потенциальных случаев COVID-19. Тодоров также предположил, что инфицированные лица могли не быть идентифицированы из-за неправильного применения процедур тестирования. После окончания первого карантина в Болгарии правительство подверглось критике из-за отсутствия достаточно строгих немедикаментозных мер.

### Дискриминация
Некоторые цыганские общины, например, в Бургасе, находились под наблюдением с помощью тепловизионных камер. Другие общины из таких мест, как Ямбол или Кюстендил, были опрысканы дезинфицирующими средствами с вертолётов. Огнян Исаев, цыганский активист, выразил обеспокоенность тем, что в случае обострения пандемии могут быть возрождены дискриминационные меры.

### Оценка в научных кругах
В академическом документе за апрель 2022 года Болгария охарактеризована как «возможно, наиболее сильно пострадавшая» восточноевропейская страна с точки зрения данных о избыточной смертности, при этом позднее введение ограничений на социальную мобильность и недостаточный контроль со стороны правительства считаются основными факторами этой статистики. Авторы также подчёркивают в целом лучшие показатели здоровья в крупных населённых пунктах по сравнению с более периферийными регионами страны. Высокая степень неравенства доходов в Болгарии была связана с коррупцией и отсутствием институционального доверия, что усугубляло многие проблемы с реакцией страны на пандемию.

## Статистика

### Общая
| Дни               | Новые случаи | Всего случаев (с накоплением) | Всего смертных случаев (с накоплением) | Всего выздоровевших (с накоплением) | Активные случаи (с накоплением) |
| ----------------- | ------------ | ----------------------------- | -------------------------------------- | ----------------------------------- | ------------------------------- |
| 8 – 31 марта 2020 | 399          | 399                           | 8                                      | 17                                  | 374                             |
| 1 апреля 2020     | 23           | 422                           | 10                                     | 20                                  | 392                             |
| 2 апреля 2020     | 35           | 457                           | 10                                     | 25                                  | 421                             |
| 3 апреля 2020     | 28           | 485                           | 14                                     | 30                                  | 440                             |
| 4 апреля 2020     | 18           | 503                           | 17                                     | 34                                  | 451                             |
| 5 апреля 2020     | 28           | 531                           | 20                                     | 37                                  | 474                             |
| 6 апреля 2020     | 18           | 549                           | 22                                     | 39                                  | 488                             |
| 7 апреля 2020     | 28           | 577                           | 23                                     | 42                                  | 512                             |
| 8 апреля 2020     | 16           | 593                           | 24                                     | 42                                  | 527                             |
| 9 апреля 2020     | 25           | 618                           | 24                                     | 48                                  | 545                             |
| 10 апреля 2020    | 17           | 635                           | 26                                     | 54                                  | 555                             |
| 11 апреля 2020    | 26           | 661                           | 28                                     | 62                                  | 571                             |
| 12 апреля 2020    | 14           | 675                           | 29                                     | 68                                  | 577                             |
| 13 апреля 2020    | 10           | 685                           | 32                                     | 71                                  | 582                             |
| 14 апреля 2020    | 28           | 713                           | 35                                     | 81                                  | 597                             |
| 15 апреля 2020    | 34           | 747                           | 36                                     | 105                                 | 606                             |
| 16 апреля 2020    | 53           | 800                           | 38                                     | 122                                 | 640                             |
| 17 апреля 2020    | 46           | 846                           | 41                                     | 141                                 | 664                             |
| 18 апреля 2020    | 32           | 878                           | 41                                     | 153                                 | 684                             |
| 19 апреля 2020    | 16           | 894                           | 42                                     | 161                                 | 691                             |
| 20 апреля 2020    | 35           | 929                           | 43                                     | 167                                 | 719                             |
| 21 апреля 2020    | 46           | 975                           | 45                                     | 170                                 | 760                             |
| 22 апреля 2020    | 49           | 1024                          | 49                                     | 174                                 | 801                             |
| 23 апреля 2020    | 73           | 1097                          | 52                                     | 190                                 | 855                             |
| 24 апреля 2020    | 91           | 1188                          | 54                                     | 193                                 | 941                             |
| 25 апреля 2020    | 59           | 1247                          | 55                                     | 197                                 | 995                             |
| 26 апреля 2020    | 53           | 1300                          | 56                                     | 205                                 | 1039                            |
| 27 апреля 2020    | 63           | 1363                          | 58                                     | 206                                 | 1099                            |
| 28 апреля 2020    | 36           | 1399                          | 58                                     | 222                                 | 1119                            |
| 29 апреля 2020    | 48           | 1447                          | 64                                     | 243                                 | 1140                            |
| 30 апреля 2020    | 59           | 1506                          | 66                                     | 266                                 | 1174                            |
| 1 мая 2020        | 49           | 1555                          | 68                                     | 276                                 | 1211                            |
| 2 мая 2020        | 39           | 1594                          | 72                                     | 287                                 | 1235                            |
| 3 мая 2020        | 24           | 1618                          | 72                                     | 308                                 | 1238                            |
| 4 мая 2020        | 34           | 1652                          | 78                                     | 321                                 | 1253                            |
| 5 мая 2020        | 52           | 1704                          | 80                                     | 342                                 | 1282                            |
| 6 мая 2020        | 54           | 1758                          | 82                                     | 360                                 | 1316                            |
| 7 мая 2020        | 51           | 1829                          | 84                                     | 384                                 | 1361                            |
| 8 мая 2020        | 43           | 1872                          | 86                                     | 401                                 | 1385                            |
| 9 мая 2020        | 39           | 1921                          | 90                                     | 422                                 | 1409                            |
| 10 мая 2020       | 44           | 1965                          | 91                                     | 444                                 | 1430                            |
| 11 мая 2020       | 25           | 1990                          | 93                                     | 461                                 | 1436                            |
| 12 мая 2020       | 33           | 2023                          | 95                                     | 476                                 | 1452                            |
| 13 мая 2020       | 46           | 2069                          | 96                                     | 499                                 | 1474                            |
| 14 мая 2020       | 31           | 2100                          | 99                                     | 521                                 | 1480                            |
| 15 мая 2020       | 38           | 2138                          | 102                                    | 545                                 | 1491                            |
| 16 мая 2020       | 37           | 2175                          | 105                                    | 573                                 | 1497                            |
| 17 мая 2020       | 36           | 2211                          | 108                                    | 598                                 | 1505                            |
| 18 мая 2020       | 24           | 2235                          | 110                                    | 612                                 | 1513                            |
| 19 мая 2020       | 24           | 2259                          | 112                                    | 646                                 | 1501                            |
| 20 мая 2020       | 33           | 2292                          | 116                                    | 684                                 | 1492                            |
| 21 мая 2020       | 39           | 2331                          | 120                                    | 727                                 | 1484                            |
| 22 мая 2020       | 41           | 2372                          | 125                                    | 769                                 | 1478                            |
| 23 мая 2020       | 36           | 2408                          | 126                                    | 808                                 | 1474                            |
| 24 мая 2020       | 19           | 2427                          | 130                                    | 840                                 | 1457                            |
| 25 мая 2020       | 6            | 2433                          | 130                                    | 862                                 | 1441                            |
| 26 мая 2020       | 10           | 2443                          | 130                                    | 880                                 | 1433                            |
| 27 мая 2020       | 17           | 2460                          | 133                                    | 912                                 | 1415                            |
| 28 мая 2020       | 17           | 2477                          | 134                                    | 965                                 | 1378                            |
| 29 мая 2020       | 8            | 2485                          | 136                                    | 1015                                | 1334                            |
| 30 мая 2020       | 14           | 2499                          | 139                                    | 1064                                | 1296                            |
| 31 мая 2020       | 14           | 2513                          | 140                                    | 1074                                | 1299                            |
| 1 июня 2020       | 6            | 2519                          | 140                                    | 1090                                | 1289                            |
| 2 июня 2020       | 19           | 2538                          | 144                                    | 1123                                | 1271                            |
| 3 июня 2020       | 22           | 2560                          | 146                                    | 1206                                | 1208                            |
| 4 июня 2020       | 25           | 2585                          | 147                                    | 1322                                | 1116                            |
| 5 июня 2020       | 42           | 2627                          | 159                                    | 1390                                | 1078                            |